# Bathernay
Bathernay é uma comuna francesa na região administrativa de Auvérnia-Ródano-Alpes, no departamento de Drôme. Estende-se por uma área de 5,71 km². Em 2010 a comuna tinha 258 habitantes (densidade: 45,2 hab./km²).